# Thomas Brown (politico 1785)
Thomas Brown (Contea di Westmoreland, 24 ottobre 1785 – Tallahassee, 24 agosto 1867) è stato un politico statunitense. Servì come secondo governatore della Florida dal 1849 al 1853.

## Biografia
Nacque nella contea di Westmoreland, in Virginia. Combatté nella guerra del 1812 come aiutante di campo del generale John P. Hungerford, e successivamente divenne direttore dell'ufficio postale di Richmond.
Nel 1828, dopo una breve carriera politica in Virginia, si trasferì con la famiglia nel Territorio della Florida. Nel 1834 costruì un hotel chiamato Brown's Inn a Tallahassee; nel 1839 esso cambiò nome in City Hotel, poi nel 1840 ancora in Adelphi e successivamente in Morgan Hotel. L'edificio fu distrutto da un incendio nel 1886.
Brown divenne revisore dei conti del Territorio nel 1834, presidente del consiglio legislativo nel 1838, membro della convenzione costituzionale nel 1839 e membro della prima Camera dei rappresentanti della Florida nel 1845. Divenne poi governatore della Florida il 1º ottobre 1849, carica che mantenne fino al 3 ottobre 1853.
Come governatore, cercò di migliorare il sistema di trasporto della Florida, ancora molto limitato, e il sistema educativo; per sua iniziativa fu costruita una strada tra Jacksonville e Lake City e realizzato un sistema di trasporto fluviale lungo il Saint Johns. Il 6 gennaio 1853 firmò il disegno di legge che forniva sostegno pubblico all'istruzione superiore; l'East Florida Seminary ad Ocala è stata una delle prime scuole a utilizzare questo finanziamento, ma presto essa chiuse a causa della guerra civile. Nel 1866 lo stesso istituto riaprì a Gainesville, dando il via tra l'altro all'istituzione dell'Università della Florida.
Brown favorì anche l'agricoltura, incoraggiando gli allevatori e gli agricoltori, protetti dalle milizie della Florida, ad entrare in possesso delle terre fertili attorno al lago Okeechobee sottraendole agli ultimi Seminole. Venne anche abbozzato un progetto per bonificare le Everglades, presto tuttavia abbandonato per l'enormità dell'impresa. Durante questo periodo Fort Myers, da semplice presidio militare, fu trasformato in un vero e proprio centro abitato.
Brown è stato un massone attivo per più di 60 anni, per un lungo periodo segretario della loggia di Tallahassee e compilando anche un libro sulla massoneria. Morì a Tallahassee il 24 agosto 1867.